# Більшовицький заколот у Балті
Більшовицький заколот у Балті — спроба більшовиків захопити владу у Балті 20 січня — 9 березня 1918 року.

Гайдамаки залишались вагомим чинником національного руху в повіті до 20 січня 1918 р. В ніч з 20 на 21 січня 1918 р. полк був нейтралізований збройним загоном місцевих збільшовизованих пекарів (на чолі з Лейбою Безносовим), підсиленим автомобілем з кулеметом, на якому в місто приїхали два представники Румчероду. Більшовики оточили Талмуд-Тору (нині будову ЗОШ № 1), де квартирувались гайдамаки. Командир полку категорично підмовився перейти на бік більшовиків, але 500 вояків полку, захоплених зненацька, під час сну, склали зброю перед 45 робітниками, при цьому близько 100 солдат, попередньо розпропагованих, перейшли на бік більшовиків.
Більшовики утримували місто до 9 березня.